# Avenue Ambroise-Rendu
L'avenue Ambroise-Rendu est une voie du quartier d'Amérique du 19e arrondissement de Paris, en France.

## Situation et accès

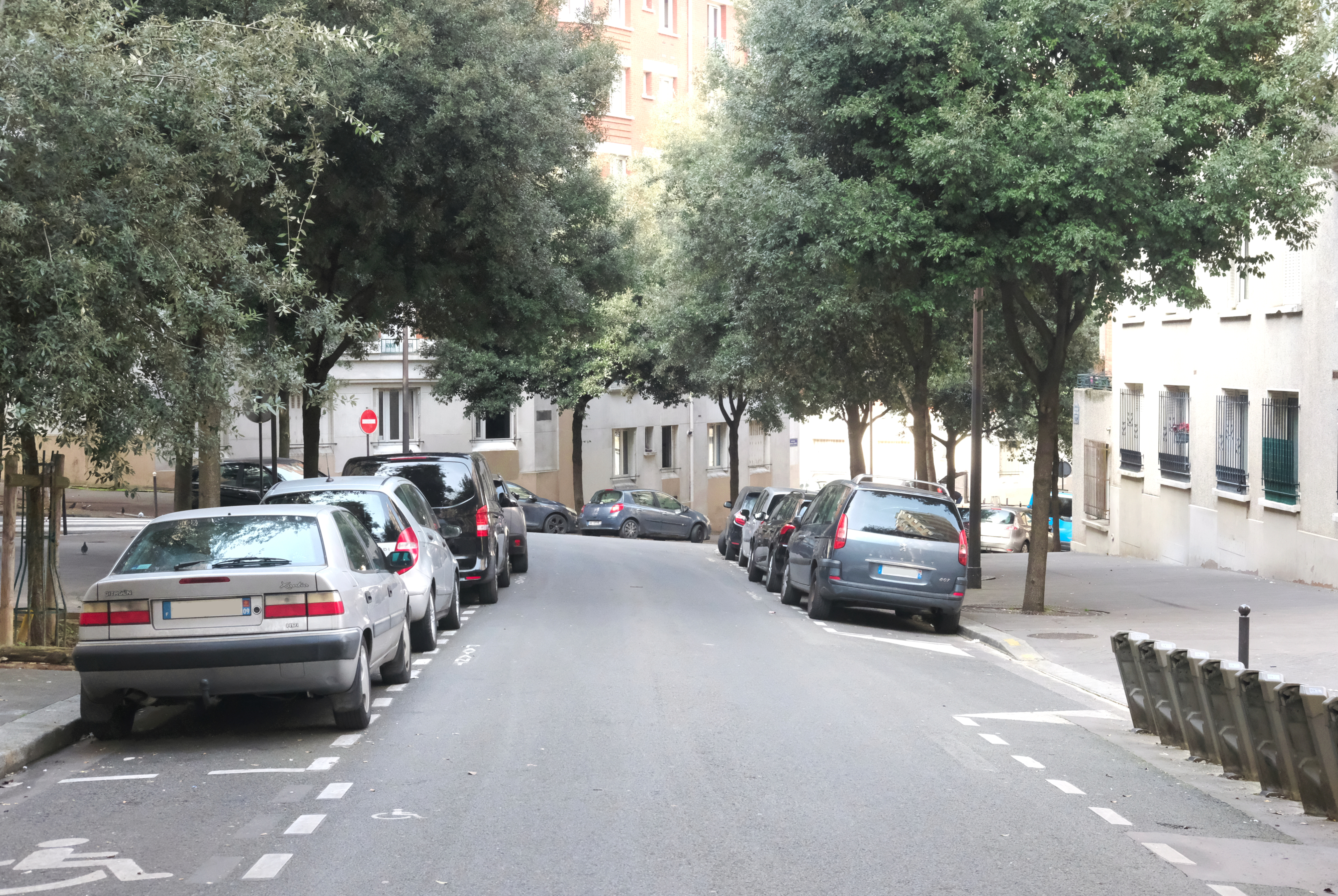
L'avenue Ambroise-Rendu vue depuis l'avenue de la Porte-Brunet.

L'avenue Ambroise-Rendu est une voie publique située dans le 19e arrondissement de Paris. Selon un tracé légèrement sinueux et en pente descendante, elle débute au nord, au 3, avenue de la Porte-Brunet et se termine au sud, au 6, avenue de la Porte-Chaumont.

## Origine du nom
Elle est nommée en l'honneur d'Ambroise Rendu (1778-1860) administrateur, pédagogue et traducteur français. 

## Historique
L'avenue est ouverte en 1934, pour desservir un des nouveaux lotissements de l'Office public d'habitations de la Ville de Paris construits à la suite de la suppression de l'enceinte de Thiers. Elle est établie à l'emplacement du bastion no 23 de cette dernière. L'avenue est essentiellement bordée d'immeubles résidentiels de type HBM — ici sans commerces au rez-de-chaussée — et ses trottoirs sont plantés d'arbres d'alignement. Au-dessus de la porte d'entrée, la façade de l'immeuble du numéro 9, abritant un jardin d'enfants de Paris Habitat, est ornée d'une sculpture en bas-relief, dans le style des années 1930. Depuis sa mise en service en 2007, est implantée, face au numéro 1 de l'avenue, la station Porte Brunet (portant le numéro 19105) du service de vélos en libre-service Vélib'. 